# جزیره کاپیتی
جزیره کاپیتی (به لاتین: Kapiti Island) یک جزیره در نیوزیلند است که در دریای تاسمان واقع شده‌است.

## خصوصیات
جزیره کاپیتی ۵۲۱ متر بالاتر از سطح دریا واقع شده‌است.